# Lorens August Lindholm
Lorenz August Lindholm, född den 5 oktober 1819 i Stockholm, död den 11 april 1854 i Rom, var en svensk målare. 
Han var son till vaktmästaren vid Kommerskollegium Lindholm och traktörsänkan Dotothea Björlman. Lindholm började som gosse teckna i Konstakademiens principskola, där han vid 15 års ålder erhöll sin första utmärkelse. Han for som akademistipendiat till Paris 1850 och till Rom 1853. Han målade efter möster av de gamla holländarna, i synnerhet den av honom beundrade Gabriel Metsu, små interiörbilder med figurer, ofta allmogeskildringar. Bland hans av enkelhet och älskvärdhet präglade tavlor märks En trasslig härva (på Nationalmuseum), Blommér i sin ateljé i Paris samt målningar i Norrköpings konstmuseum och Stockholms högskolas samlingar.